# Liste des planètes mineures non numérotées découvertes en 1993
Pour un article plus général, voir Liste des planètes mineures.
Cet article dresse la liste des planètes mineures (astéroïdes, centaures, objets transneptuniens et assimilés) non numérotées découvertes en 1993 dans l'ordre de leur découverte.
Au 15 janvier 2025, 661 077 des 1 434 993 planètes mineures répertoriées par le Centre des planètes mineures ne sont pas encore numérotées, soit 46,07 %.

## Rappel concernant la désignation provisoire
La désignation provisoire indique l'ordre de découverte de ces objets. En effet, cette désignation est composée de l'année de découverte (par exemple 1993) suivie de la quinzaine (demi-mois) de découverte (p.e. A = 1-15 janvier) puis de l'ordre de découverte dans cette quinzaine. Cet ordre est indiqué par une lettre et éventuellement un chiffre comme suit : A pour la première découverte, B pour la deuxième, ..., Z pour la 25e (le I n'est pas utilisé pour éviter la confusion avec 1), A1 pour la 26e, B1 pour la 27e, etc. , Z1 pour la 50e, A2 pour la 51e, B2 pour la 52e, etc. L'ordre de la numérotation ne suit donc pas l'ordre alphanumérique. 1993 AA1 suit ainsi 1993 AZ et précède 1993 AB1.

## Liste

### Du 16 au 31 janvier 1993
- 1993 BD3
- 1993 BU3
- 1993 BC10

### Du 16 au 28 février 1993
- 1993 DA

### Du 16 au 31 mars 1993
- 1993 FA1
- 1993 FB85

### Du 16 au 30 avril 1993
- 1993 HC
- 1993 HP1

### Du 16 au 31 mai 1993
- 1993 KA
- 1993 KA2

### Du 16 au 30 juin 1993
- 1993 ME1

### Du 16 au 31 juillet 1993
- 1993 OT
- 1993 OW5
- 1993 OP9
- 1993 OY13

### Du1erau 15 août 1993
- 1993 PA1
- 1993 PK1

### Du1erau 15 septembre 1993
- 1993 RP

### Du1erau 15 octobre 1993
- 1993 TZ
- 1993 TR2
- 1993 TK4
- 1993 TQ4
- 1993 TC11
- 1993 TC45

### Du 16 au 31 octobre 1993
- 1993 UA
- 1993 UD
- 1993 UY7

### Du1erau 15 novembre 1993
- 1993 VC
- 1993 VE6

### Du 16 au 31 décembre 1993
- 1993 YS2